# 푸펑차오역
푸펑차오역(중국어: 富丰桥站)은 베이징시 펑타이구 칸단 가도 4환로, 푸펑차오로, 커이루 교차로에 위치한 베이징 지하철 16호선의 지하철역으로, 2022년 12월 31일에 개통하였다.

## 위치
이 역은 베이징시 남서부, 4환로, 푸펑차오로와 커이루 교차로 남쪽에 위치한다.

## 역 구조

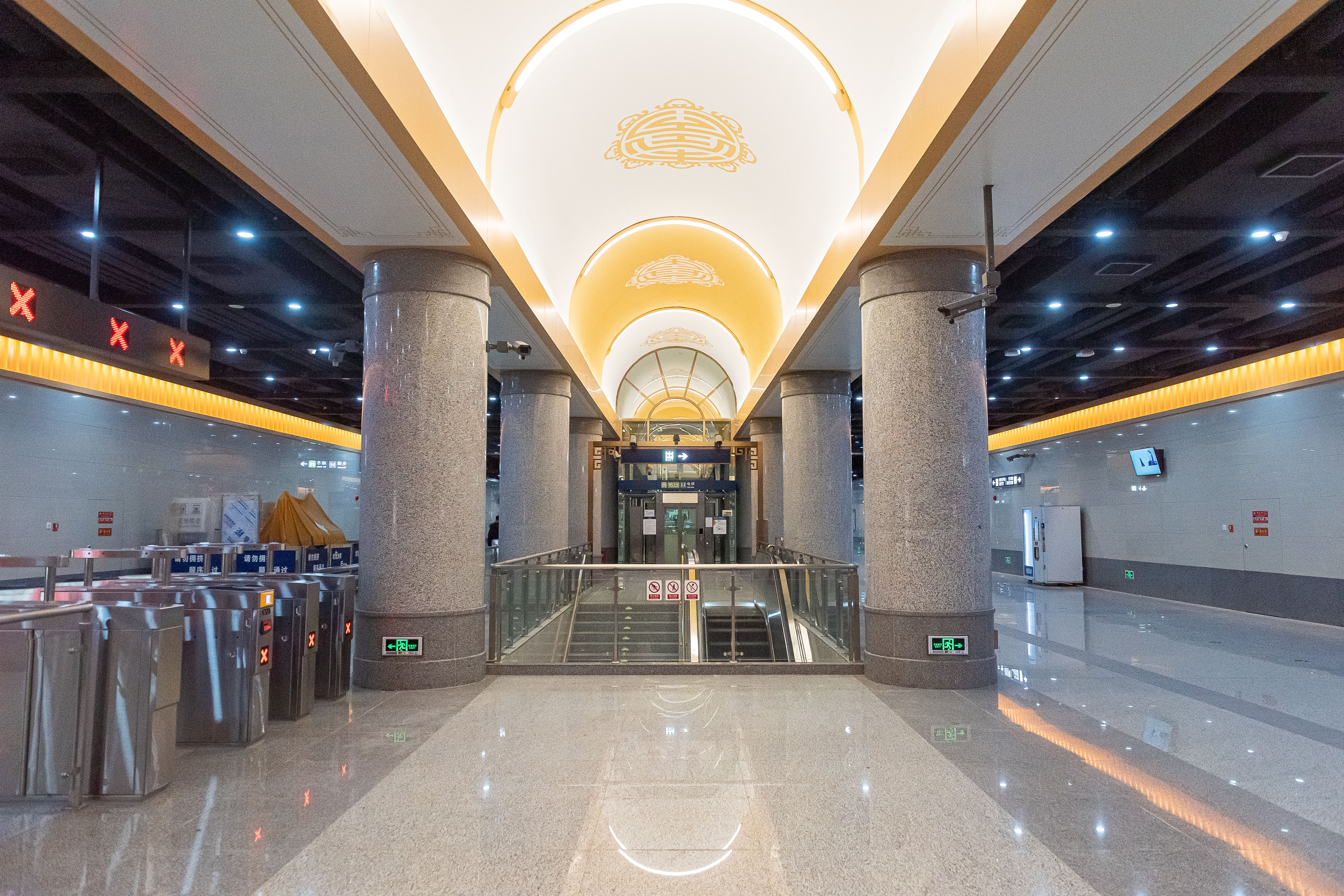
대합실

푸펑차오역은 1면 2선 섬식 승강장으로 설계된 지하 2층 건물의 지하철역이다.

### 층별 구조
| 지면     | 출입구                          | A-E출입구                           |
| 지하 1층 | 대합실                          | 고객센터, 자동발권기, 출입 게이트   |
| 지하 2층 | ←                               | ■ 16호선 베이안허 방면 (펑타이난루) |
| 지하 2층 | 섬식 승강장, 왼쪽 출입문이 열림 |                                     |
| 지하 2층 | →                               | ■ 16호선 완핑청 방면 (칸단)         |

## 출구
|                         |                     | |      |             |
| 출구                    | 지시                | 출구 인근                                                                                                | 사진 | 무장애 시설 |
| 出口 · A                | 푸펑차오로(富丰路)  | 푸펑차오로(富丰路) 북측, 서4환남로보로(西四环南路辅路) 서측, 지허신 백화점(资和信百货商场)               |      |             |
| 出口 · B                | 커이루(科兴路)      | 커이루(科兴路) 북측, 서4환남로보로(西四环南路辅路) 동측, 펑타이구 펑타이 제8초등학교(丰台区丰台第八小学) |      | 빈칸        |
| 出口 · C                | 칸단 남로(看丹南路) | 커이루(科兴路) 남측, 서4환남로보로(西四环南路辅路) 동측, 오우상 슈퍼마켓 커이루점(欧尚超市(科兴店))      |      |             |
| 出口 · D                | 푸펑차오로(富丰路)  | 푸펑차오로(富丰路) 남측, 서4환남로보로(西四环南路辅路) 서측, 싱화커지 빌딩(星火科技大厦)                 |      | 빈칸        |
| 아이콘 설명: 엘리베이터 |                     | |      |             |